# SN 1997bx
SN 1997bx – supernowa typu Ia odkryta 3 kwietnia 1997 roku w galaktyce A122511+0004. W momencie odkrycia miała maksymalną jasność 23,00m.